# Colony (The X-Files)
«Colony» es el decimosexto episodio de la segunda temporada de la serie de televisión estadounidense de ciencia ficción The X-Files. Se estrenó en la cadena Fox el 10 de febrero de 1995. Fue dirigido por Nick Marck y escrito por el creador de la serie Chris Carter basado en una historia desarrollada por Carter y el actor principal David Duchovny. «Colony» contó con apariciones especiales de Megan Leitch, Peter Donat y Brian Thompson. El episodio ayudó a explorar la mitología general de la serie. «Colony» obtuvo una calificación Nielsen de 10,3, siendo visto por 9,8 millones de hogares en su transmisión inicial. «Colony» es un episodio de dos partes, y la trama continúa en el siguiente episodio, «End Game».
El programa se centra en los agentes especiales del FBI Fox Mulder (Duchovny) y Dana Scully (Gillian Anderson) que trabajan en casos relacionados con lo paranormal, llamados expedientes X. En este episodio, Mulder y Scully investigan los asesinatos de clones humanos que trabajan en clínicas de aborto a manos de un asesino que cambia de forma (Thompson). Mulder recibe noticias de que su hermana menor, Samantha (Leitch), que había sido abducida cuando era niña, podría haber regresado.
«Colony» presentó el papel recurrente del Cazarrecompensas extraterrestre. El actor Brian Thompson hizo una audición y luego ganó el papel. Frank Spotnitz y Carter no tuvieron mucho tiempo para elegir a este personaje, pero sabían que este papel sería importante ya que estaba destinado a ser un personaje recurrente. Thompson fue elegido según Spotnitz porque tenía un «aspecto muy distintivo» sobre él, sobre todo en la cara y la boca.

## Argumento
El episodio comienza in medias res con Fox Mulder (David Duchovny) en un hospital de campaña en el Ártico. Mientras bajan a Mulder a una tina con agua, Dana Scully (Gillian Anderson) irrumpe y les dice a los médicos que el frío es lo único que lo mantiene con vida. De repente, el monitor cardíaco de Mulder se detiene.
Dos semanas antes, en el mar de Beaufort, los tripulantes de un barco ven una luz en el cielo que pronto se estrella contra el mar. Se recupera un cuerpo del accidente, que se revela como un cazarrecompensas extraterrestre (Brian Thompson). Dos días después, el cazarrecompensas llega a una clínica de abortos en Scranton, Pensilvania, y mata a un médico apuñalándolo en la nuca con un arma de estilete, luego prende fuego al edificio y escapa. Mulder recibe correos electrónicos que contienen el obituario del médico junto con otros dos médicos idénticos. Después de entrevistar a un sacerdote provida que había amenazado a uno de los médicos, pueden usar un anuncio en el periódico que busca a uno de los hombres para rastrear a otro, Aaron Baker, a Siracusa, Nueva York.
Mulder hace que un compañero agente del FBI, Barrett Weiss, visite la residencia de Baker. Weiss y Baker son asesinados por el cazarrecompensas, quien se hace pasar por Weiss y les dice a Mulder y Scully que no hay nadie en casa. Después de que Walter Skinner (Mitch Pileggi) se entera de la muerte de Weiss y cierra el caso, los agentes se encuentran con el oficial de la CIA Ambrose Chapel, quien les dice que los médicos son clones de un programa de genética del ejército soviético y están siendo asesinados sistemáticamente por los gobiernos de Rusia y Estados Unidos. Mulder, Scully y Chapel se dirigen a recoger a otro médico llamado James Dickens, pero Dickens huye al ver a Chapel, que en realidad es el cazarrecompensas disfrazado. Dickens es asesinado por el cazarrecompensas en la persecución posterior, sin saberlo, con la ayuda de Mulder y Scully.
Scully duda de la credibilidad de «Chapel», pero Mulder cree en su historia debido a sus credenciales y experiencia. Scully realiza una autopsia a Weiss y descubre que su sangre se ha coagulado, mientras que su recuento de glóbulos rojos es excesivamente alto. Scully encuentra una dirección en una bolsa recuperada de la residencia de Dickens y se dirige allí, descubriendo un laboratorio que está siendo destruido por «Chapel». Mientras tanto, Mulder es convocado a la casa de su padre, Bill, y se entera de que su hermana Samantha aparentemente regresó a casa después de haber sido abducida décadas antes. Samantha afirma que fue devuelta alrededor de los nueve años sin memoria, y recientemente recordó su experiencia a través de una regresión hipnótica.
Samantha le dice a Mulder que el Cazarrecompensas y los clones son en realidad extraterrestres, y que el Cazarrecompensas comenzará a perseguirla tan pronto como haya matado a los clones restantes. Mientras tanto, Scully se dirige a un hotel para esconderse del cazarrecompensas. Al regresar al laboratorio, encuentra cuatro clones más, que dicen ser los últimos. Scully hace los arreglos para que sean transportados a un lugar seguro, pero el cazarrecompensas la sigue y observa. En su habitación de hotel, Scully deja entrar a un hombre que parece ser Mulder, solo para recibir una llamada telefónica del Mulder real poco después.

## Producción

### Reparto
Como en todos los demás episodios de The X-Files en ese momento, el proceso de casting tomó ocho días. Megan Leitch, la mujer que interpretó a Samantha Mulder, hizo según Frank Spotnitz un «trabajo fenomenal». Leitch volvió a The X-Files a lo largo de los años para interpretar a Samantha o uno de sus muchos clones. Tenía muchas líneas, que sentía que eran «muy duras» y «específicas». El actor Darren McGavin, estrella de Kolchak: The Night Stalker, originalmente fue buscado para interpretar el papel de Bill Mulder, pero no pudo debido a su horario de trabajo. El papel finalmente fue interpretado por Peter Donat.
Brian Thompson hizo una audición para el papel del cazarrecompensas en una sesión de casting, donde competía con otro actor. Frank Spotnitz y Carter no tuvieron mucho tiempo para elegir a este personaje, pero sabían que este casting sería importante ya que tenía la intención de ser un personaje recurrente. Thompson fue elegido según Spotnitz porque tenía un «aspecto distintivo» sobre él, sobre todo en la cara y la boca. Después de elegirlo, le dijeron al agente de Thompson que Thompson necesitaba un corte de pelo, porque al principio se suponía que el Cazarrecompensas extraterrestre era una especie de piloto militar que había sido derribado. Pero cuando llegó el día en que Thompson vino a Vancouver, hubo un «malentendido» y no le habían dicho sobre el «corte de pelo», por lo que el peinado que se ve en este episodio fue una especie de «compromiso».

### Escritura y rodaje
Carter dijo que si bien «Colony» fue una «cristalización de la mitología de la serie», «surgió sin darse cuenta», siguiendo la sugerencia de David Duchovny de enfrentarse a un cazarrecompensas extraterrestre. Así se sentó con el actor y decidió sumar también a la hermana desaparecida de Mulder. El arma extraterrestre, descrita por el elenco y el equipo como «el picahielo», se hizo con una manguera de aire que atravesó el brazo de Brian Thompson. Para crear un sonido único y de otro mundo hecho por el arma utilizada por el cazador, se consideraron varios efectos de sonido antes de que el coproductor Paul Rabwin expresara el sonido en un micrófono.
Carter inicialmente había querido establecer el episodio de la primera temporada «Ice» en el Polo Norte, pero esto era demasiado ambicioso en ese momento. «Colony» brindó la oportunidad de crear un episodio utilizando ese escenario. Algunas de las tomas del interior del rompehielos se filmaron a bordo del HMCS Mackenzie, un destructor de las Fuerzas Armadas Canadienses fuera de servicio, que también se usó en el episodio siguiente, «End Game», y en el episodio posterior de la temporada «Død Kalm».

## Recepción
«Colony» se estrenó en la cadena Fox el 10 de febrero de 1995. El episodio obtuvo una calificación Nielsen de 10,3 con una participación de 17, lo que significa que aproximadamente el 10,3 por ciento de todos los hogares equipados con televisión y el 17 por ciento de los hogares que miraban televisión sintonizaron el episodio. Un total de 9,8 millones de hogares vieron este episodio durante su emisión original.
En una retrospectiva de la segunda temporada en Entertainment Weekly, el episodio fue calificado con una B+. La reseña decía que «desenredar esta red de lealtades e identidades cambiantes requiere una concentración intensa. Sin embargo, espere; la recompensa vale la pena». Escribiendo para The A.V. Club, Zack Handlen calificó el episodio con una A, señalando que era «X-Files en plena forma». Elogió cómo se presentó el personaje de Samantha Mulder y dijo que «en las próximas temporadas, terminamos con suficientes Samantha  [sic] para llenar un auto de payasos, pero aquí, la revelación es impactante, efectiva e inquietante»; y también sintió que la prolepsis de la entrada en frío fue particularmente bien manejada. Michelle Bush, en su libro Myth-X, escribió que «Colony» presenta un dilema moral para los personajes, señalando que «en la superficie, la búsqueda de Mulder parece justa, sin embargo, los resultados de su búsqueda sugerirían lo contrario», y agregando que «generalmente la ideología que se enfoca en la importancia de una sola vida (ya sea humana o extraterrestre) tiene éxito, mientras que la ideología de Mulder de encontrar la verdad a toda costa no lo es». La interpretación de Duchovny de Fox Mulder en este episodio ha sido citada como un ejemplo de la inversión del personaje de los roles de género tradicionales: su apertura y vulnerabilidad cuando se enfrenta a lo que él cree que es su hermana pródiga lo arroja «en un patrón típicamente engendrado como mujer».